# Taxia
Se denomina taxia, o taxismo al movimiento o desplazamiento orientado de un organismo, o parte de él, como respuesta a la percepción de un estímulo o de un gradiente de la intensidad del mismo. Un ejemplo claro es la fototaxia, o reacción a la luz o en función de ella. Cuando se produce un acercamiento del ser vivo a la fuente del estímulo, se dice que el taxismo es positivo; si en cambio el movimiento corresponde a un alejamiento del estímulo, se lo denomina taxismo negativo.
Este tipo de respuesta a los estímulos se da en la mayoría de los seres vivos, excepto en las plantas.
Sin embargo, en la palmera Socratea exorrhiza, nativa de la América tropical, parece producirse una taxia, según investigaciones llevadas a cabo en la Reserva de la Biosfera de Sumaco, en Ecuador. A medida que el suelo se erosiona, el árbol produce largas raíces superficiales (de más de 20 m de largo), en dirección a la luz y mientras las raíces del lado opuesto se van levantando lentamente del suelo las nuevas se extienden. De este modo, los árboles parece que "caminan", aunque el avance hacia la nueva ubicación más soleada y con mejor suelo puede durar hasta dos años.

## Tipos
Según el origen del estímulo pueden clasificarse como:
- Fototaxia: desplazamiento hacia o en contra de la luz.
- Geotaxia, geotaxis, geotaxismo o gravitaxismo: desplazamiento hacia o en contra de las fuerzas gravitacionales.
- Tigmotaxia, tigmotaxis o tigmotaxismo: respuesta frente a las vibraciones, el contacto físico o la presión ejercida sobre un punto.
- Termotaxia, termotaxis o termotaxismo: desplazamiento hacia o en contra de una gradiente  temperatura, acercándose o alejándose de la fuente de calor.
- Anemotaxia, anemotaxis o anemotaxismo: desplazamiento en función de la dirección del viento.
- Barotaxia, barotaxis o barotaxismo: desplazamiento en función de los cambios de la presión atmosférica o del medio circundante.
- Quimiotaxia, quimiotaxis o quimiotaxismo: reacción a la presencia de sustancias químicas.
- Galvanotaxia, galvanotaxis o galvanotaxismo: desplazamiento en función de las corrientes eléctricas.
- Hidrotaxia, hidrotaxis o hidrotaxismo: desplazamiento en función de la disponibilidad de agua.
- Tecnotaxia: es la respuesta de los seres vivos a estímulos provocados por la adopción de la tecnología.

## Receptores
Son estructuras especializadas que captan los estímulos, avisan al individuo acerca de estos cambios. Dependiendo de donde se encuentren los receptores pueden ser: Intereorreceptores, la información viene de las vísceras del animal; por ejemplo: el estómago. Propioreceptores, proviene de los músculos y las articulaciones y le "dicen" al animal cual es la posición de su cuerpo y extereoreceptores el estímulo viene del exterior en este caso.